# Nissan Cefiro

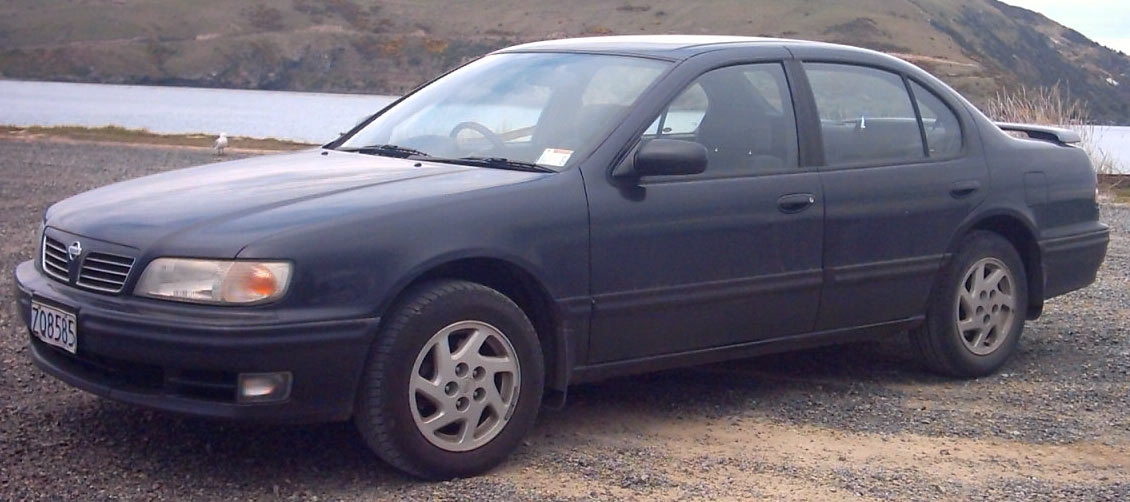
'95 Cefiro

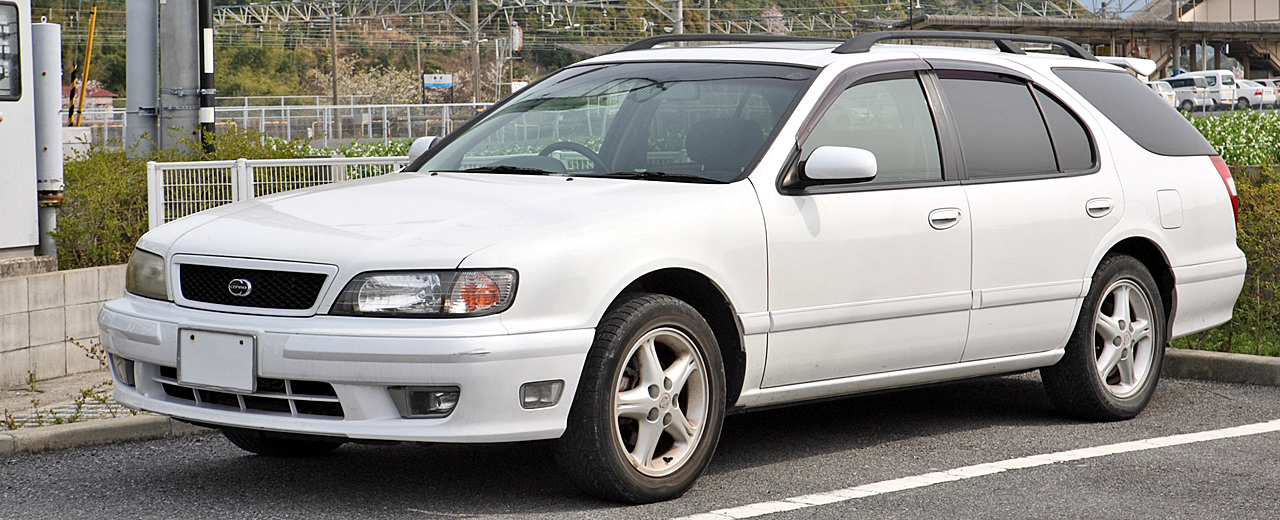
Cefiro kombi

Nissan Cefiro – samochód osobowy klasy średniej-wyższej produkowany przez japońską firmę Nissan w latach 1988–2003. Dostępny jako 5-drzwiowy 4-drzwiowy sedan i 5-drzwiowe kombi. Następca modelu Stanza U12. Do napędu użyto benzynowych silników R6 o pojemności dwóch lub 2,5 litra, także z turbodoładowaniem. Moc przenoszona była na oś tylną (opcjonalnie AWD) poprzez 4-biegową automatyczną bądź 5-biegową manualną skrzynię biegów. Powstały trzy generacje modelu.

## Dane techniczne ('92 R6 2.0)

### Silnik
- R6 2,0 l (1998 cm³), 4 zawory na cylinder, DOHC
- Układ zasilania: wtrysk
- Średnica cylindra × skok tłoka: 78,00 mm × 69,70 mm
- Stopień sprężania: 10,2:1
- Moc maksymalna: 155 KM (114 kW) przy 6400 obr./min
- Maksymalny moment obrotowy: 184 N•m przy 5200 obr./min

## Dane techniczne ('92 R6 2.0 Turbo)

### Silnik
- R6 2,0 l (1998 cm³), 4 zawory na cylinder, DOHC, turbo
- Układ zasilania: wtrysk
- Średnica cylindra × skok tłoka: 78,00 mm × 69,70 mm
- Stopień sprężania: 8,5:1
- Moc maksymalna: 205 KM (151 kW) przy 6400 obr./min
- Maksymalny moment obrotowy: 265 N•m przy 3200 obr./min

## Dane techniczne ('98 R6 2.5)

### Silnik
- V6 2,5 l (2495 cm³), 4 zawory na cylinder, DOHC
- Układ zasilania: wtrysk bezpośredni
- Średnica cylindra × skok tłoka: 85,00 mm × 73,30 mm
- Stopień sprężania: 11,0:1
- Moc maksymalna: 213 KM (157 kW) przy 6400 obr./min
- Maksymalny moment obrotowy: 265 N•m przy 4400 obr./min